# Interlands Malagassisch voetbalelftal 2000-2009
Deze pagina toont een chronologisch en gedetailleerd overzicht van de interlands die het Malagassisch voetbalelftal speelde in de periode 2000 – 2009.

## Interlands

### 2000
|                                                      |                      |               |       |                                                                                      |
| 8 april Kwalificatie WK 2002 № ?? «onderlinge duels» | Madagaskar           | 2 – 0 (1 – 0) | Gabon | Mahamasina Stadion, Antananarivo Toeschouwers: 20.000 Scheidsrechter: Robin Williams |
| 8 april Kwalificatie WK 2002 № ?? «onderlinge duels» | Randrianaivo 37' 65' |               |       | Mahamasina Stadion, Antananarivo Toeschouwers: 20.000 Scheidsrechter: Robin Williams |

|                                                       |            |               |            |                                                                                               |
| 22 april Kwalificatie WK 2002 № ?? «onderlinge duels» | Gabon      | 1 – 0 (1 – 0) | Madagaskar | Stade Omar Bongo, Libreville Toeschouwers: 5.000 Scheidsrechter: Benoit Benjamin Mbone Ndinga |
| 22 april Kwalificatie WK 2002 № ?? «onderlinge duels» | Cousin 41' |               |            | Stade Omar Bongo, Libreville Toeschouwers: 5.000 Scheidsrechter: Benoit Benjamin Mbone Ndinga |

|                                                      |                                                    |               |                |                                                                                     |
| 17 juni Kwalificatie WK 2002 № ?? «onderlinge duels» | Madagaskar                                         | 3 – 0 (1 – 0) | Congo-Kinshasa | Mahamasina Stadion, Antananarivo Toeschouwers: 18.000 Scheidsrechter: Lim Kee Chong |
| 17 juni Kwalificatie WK 2002 № ?? «onderlinge duels» | Suiverstin 19' Rasoanaivo 53' (p) Randrianaivo 83' |               |                | Mahamasina Stadion, Antananarivo Toeschouwers: 18.000 Scheidsrechter: Lim Kee Chong |

|                                                   |            |       |           |                       |
| 20 juni Vriendschappelijk № ?? «onderlinge duels» | Madagaskar | 1 – 1 | Mauritius | Niet bekend, Alarobia |
| 20 juni Vriendschappelijk № ?? «onderlinge duels» |            |       |           | Niet bekend, Alarobia |

|                                                   |            |       |           |                       |
| 24 juni Vriendschappelijk № ?? «onderlinge duels» | Madagaskar | 1 – 0 | Mauritius | Niet bekend, Alarobia |
| 24 juni Vriendschappelijk № ?? «onderlinge duels» |            |       |           | Niet bekend, Alarobia |

|                                                      |               |               |            |                                                  |
| 1 juli Kwalificatie ANC 2002 № ?? «onderlinge duels» | Botswana      | 1 – 0 (1 – 0) | Madagaskar | Nationaal Stadion, Gaborone Toeschouwers: 15.000 |
| 1 juli Kwalificatie ANC 2002 № ?? «onderlinge duels» | Selolwane 25' |               |            | Nationaal Stadion, Gaborone Toeschouwers: 15.000 |

|                                                     |            |               |         |                                                                                          |
| 8 juli Kwalificatie WK 2002 № ?? «onderlinge duels» | Madagaskar | 0 – 1 (0 – 1) | Tunesië | Olympisch Stadion, Radès Toeschouwers: 18.000 Scheidsrechter: Olufunmi Orimisan Olaniyan |
| 8 juli Kwalificatie WK 2002 № ?? «onderlinge duels» |            | 43' Baya      |         | Olympisch Stadion, Radès Toeschouwers: 18.000 Scheidsrechter: Olufunmi Orimisan Olaniyan |

|                                                       |                                 |               |          |                                  |
| 15 juli Kwalificatie ANC 2002 № ?? «onderlinge duels» | Madagaskar                      | 2 – 0 (1 – 0) | Botswana | Mahamasina Stadion, Antananarivo |
| 15 juli Kwalificatie ANC 2002 № ?? «onderlinge duels» | Randrianaivo 3' Ralaitafika 48' |               |          | Mahamasina Stadion, Antananarivo |

|                                                           |          |               |                                   |                                               |
| 2 september Kwalificatie ANC 2002 № ?? «onderlinge duels» | Zambia   | 1 – 2 (1 – 1) | Madagaskar                        | Vrijheidsstadion, Lusaka Toeschouwers: 30.000 |
| 2 september Kwalificatie ANC 2002 № ?? «onderlinge duels» | Lota 34' |               | 42' Ratsimialona 75' Randrianaivo | Vrijheidsstadion, Lusaka Toeschouwers: 30.000 |

|                                                         |            |               |         |                                                      |
| 7 oktober Kwalificatie ANC 2002 № ?? «onderlinge duels» | Madagaskar | 0 – 0 (0 – 0) | Nigeria | Mahamasina Stadion, Antananarivo Toeschouwers: 7.000 |
| 7 oktober Kwalificatie ANC 2002 № ?? «onderlinge duels» |            |               |         | Mahamasina Stadion, Antananarivo Toeschouwers: 7.000 |

### 2001
|                                                          |                        |               |                                   |                                                |
| 13 januari Kwalificatie ANC 2002 № ?? «onderlinge duels» | Namibië                | 2 – 2 (0 – 2) | Madagaskar                        | Vrijheidsstadion, Windhoek Toeschouwers: 5.000 |
| 13 januari Kwalificatie ANC 2002 № ?? «onderlinge duels» | Hindjou 77' Hummel 89' |               | 33' Randrianaivo 44' Ratsimialona | Vrijheidsstadion, Windhoek Toeschouwers: 5.000 |

|                                                         |              |               |                           |                                                                                   |
| 28 januari Kwalificatie WK 2002 № ?? «onderlinge duels» | Madagaskar   | 1 – 3 (0 – 1) | Ivoorkust                 | Mahamasina Stadion, Antananarivo Toeschouwers: 27.600 Scheidsrechter: Simon Motau |
| 28 januari Kwalificatie WK 2002 № ?? «onderlinge duels» | Menakely 58' |               | 39' 46' Bakayoko 86' Zoko | Mahamasina Stadion, Antananarivo Toeschouwers: 27.600 Scheidsrechter: Simon Motau |

|                                                        |              |               |                           |                                                       |
| 24 maart Kwalificatie ANC 2002 № ?? «onderlinge duels» | Madagaskar   | 1 – 2 (1 – 2) | Namibië                   | Mahamasina Stadion, Antananarivo Toeschouwers: 15.000 |
| 24 maart Kwalificatie ANC 2002 № ?? «onderlinge duels» | Menakely 30' |               | 5' Pienaar 10' Diergaardt | Mahamasina Stadion, Antananarivo Toeschouwers: 15.000 |

|                                                       |                |               |            |                                                                                       |
| 22 april Kwalificatie WK 2002 № ?? «onderlinge duels» | Congo-Kinshasa | 1 – 0 (1 – 0) | Madagaskar | Stade des Martyrs, Kinshasa Toeschouwers: 60.000 Scheidsrechter: Chukwudi Chukwujekwu |
| 22 april Kwalificatie WK 2002 № ?? «onderlinge duels» | Inunu 42'      |               |            | Stade des Martyrs, Kinshasa Toeschouwers: 60.000 Scheidsrechter: Chukwudi Chukwujekwu |

|                                                       |                                 |               |            |                                                                                          |
| 28 april Kwalificatie WK 2002 № ?? «onderlinge duels» | Congo-Brazzaville               | 2 – 0 (1 – 0) | Madagaskar | Stadsstadion Pointe-Noire, Pointe-Noire Toeschouwers: 368 Scheidsrechter: Robin Williams |
| 28 april Kwalificatie WK 2002 № ?? «onderlinge duels» | Ranaivoson 42' (e.d.) Minga 75' |               |            | Stadsstadion Pointe-Noire, Pointe-Noire Toeschouwers: 368 Scheidsrechter: Robin Williams |

|                                                    |            |                          |         |                                                                                           |
| 5 mei Kwalificatie WK 2002 № ?? «onderlinge duels» | Madagaskar | 0 – 2 (0 – 0)            | Tunesië | Mahamasina Stadion, Antananarivo Toeschouwers: 5.016 Scheidsrechter: Jean-Claude Labrosse |
| 5 mei Kwalificatie WK 2002 № ?? «onderlinge duels» |            | 85' Zitouni 90' Mhedhebi |         | Mahamasina Stadion, Antananarivo Toeschouwers: 5.016 Scheidsrechter: Jean-Claude Labrosse |

|                                                      |             |               |            |                                              |
| 2 juni Kwalificatie ANC 2002 № ?? «onderlinge duels» | Nigeria     | 1 – 0 (1 – 0) | Madagaskar | Niet bekend, Benin City Toeschouwers: 15.000 |
| 2 juni Kwalificatie ANC 2002 № ?? «onderlinge duels» | Akwuegbu 4' |               |            | Niet bekend, Benin City Toeschouwers: 15.000 |

|                                                       |            |               |        |                                                       |
| 17 juni Kwalificatie ANC 2002 № ?? «onderlinge duels» | Madagaskar | 0 – 1 (0 – 1) | Zambia | Mahamasina Stadion, Antananarivo Toeschouwers: 25.000 |
| 17 juni Kwalificatie ANC 2002 № ?? «onderlinge duels» |            | 13' Lungu     |        | Mahamasina Stadion, Antananarivo Toeschouwers: 25.000 |

|                                                     |                                                                  |               |            |                                                                                          |
| 1 juli Kwalificatie WK 2002 № ?? «onderlinge duels» | Ivoorkust                                                        | 6 – 0 (2 – 0) | Madagaskar | Stade Félix Houphouët-Boigny, Abidjan Toeschouwers: 15.000 Scheidsrechter: Lim Kee Chong |
| 1 juli Kwalificatie WK 2002 № ?? «onderlinge duels» | Bakayoko 13' 25' (p) 85' K. Keïta 48' Yapi Yapo 71' F. Keïta 80' |               |            | Stade Félix Houphouët-Boigny, Abidjan Toeschouwers: 15.000 Scheidsrechter: Lim Kee Chong |

|                                                      |                     |               |                   |                                                                                 |
| 29 juli Kwalificatie WK 2002 № ?? «onderlinge duels» | Madagaskar          | 1 – 0 (0 – 0) | Congo-Brazzaville | Mahamasina Stadion, Antananarivo Toeschouwers: 694 Scheidsrechter: Eddy Maillet |
| 29 juli Kwalificatie WK 2002 № ?? «onderlinge duels» | Randriamarozaka 61' |               |                   | Mahamasina Stadion, Antananarivo Toeschouwers: 694 Scheidsrechter: Eddy Maillet |

### 2002
|                                                  |                                   |               |                                                               |                          |
| 16 maart COSAFA Cup 2002 № ?? «onderlinge duels» | Mauritius                         | 2 – 3 (1 – 2) | Madagaskar                                                    | Stade Anjalay, Belle Vue |
| 16 maart COSAFA Cup 2002 № ?? «onderlinge duels» | Razafindrakoto 14' (e.d.) Bax 78' |               | 17' Randriamarozaka 44' Razafindrakoto 58' Randriansoloniaina | Stade Anjalay, Belle Vue |

|                                                  |             |       |            |                                          |
| 12 mei Vriendschappelijk № ?? «onderlinge duels» | Zuid-Afrika | 1 – 0 | Madagaskar | Niet bekend, Durban Toeschouwers: 40.000 |
| 12 mei Vriendschappelijk № ?? «onderlinge duels» |             |       |            | Niet bekend, Durban Toeschouwers: 40.000 |

|                                            |             |                                |            |                                                  |
| 21 juli COSAFA Cup № ?? «onderlinge duels» | Zuid-Afrika | 0 – 0 (4 – 1 na strafschoppen) | Madagaskar | EPRU Stadion, Port Elizabeth Toeschouwers: 8.000 |
| 21 juli COSAFA Cup № ?? «onderlinge duels» |             |                                |            | EPRU Stadion, Port Elizabeth Toeschouwers: 8.000 |

|                                                           |              |               |        |                                                |
| 7 september Kwalificatie ANC 2004 № ?? «onderlinge duels» | Madagaskar   | 1 – 0 (0 – 0) | Egypte | Niet bekend, Antananarivo Toeschouwers: 20.000 |
| 7 september Kwalificatie ANC 2004 № ?? «onderlinge duels» | Menakely 63' |               |        | Niet bekend, Antananarivo Toeschouwers: 20.000 |

|                                                          |           |               |            |                                                    |
| 12 oktober Kwalificatie ANC 2004 № ?? «onderlinge duels» | Mauritius | 0 – 1 (0 – 1) | Madagaskar | Niet bekend, Port Louis (stad) Toeschouwers: 1.819 |
| 12 oktober Kwalificatie ANC 2004 № ?? «onderlinge duels» |           | 23' Menakely  |            | Niet bekend, Port Louis (stad) Toeschouwers: 1.819 |

### 2003
|                                                     |                                        |               |           |                                                       |
| 22 februari COSAFA Cup 2003 № ?? «onderlinge duels» | Madagaskar                             | 2 – 1 (2 – 0) | Mauritius | Mahamasina Stadion, Antananarivo Toeschouwers: 25.000 |
| 22 februari COSAFA Cup 2003 № ?? «onderlinge duels» | Menakely 16' (p) Radonamahafalison 33' |               | 50' Appou | Mahamasina Stadion, Antananarivo Toeschouwers: 25.000 |

|                                                    |          |       |            |                                               |
| 27 maart Vriendschappelijk № ?? «onderlinge duels» | Kameroen | 2 – 0 | Madagaskar | Olympisch Stadion, Radès Toeschouwers: 14.000 |
| 27 maart Vriendschappelijk № ?? «onderlinge duels» |          |       |            | Olympisch Stadion, Radès Toeschouwers: 14.000 |

|                                                    |             |       |            |                                               |
| 29 maart Vriendschappelijk № ?? «onderlinge duels» | Zuid-Afrika | 2 – 0 | Madagaskar | Niet bekend, Johannesburg Toeschouwers: 5.000 |
| 29 maart Vriendschappelijk № ?? «onderlinge duels» |             |       |            | Niet bekend, Johannesburg Toeschouwers: 5.000 |

|                                                    |                                               |                                 |       |                                               |
| 30 maart Vriendschappelijk № ?? «onderlinge duels» | Madagaskar                                    | 3 – 3 (9 – 10 na strafschoppen) | Ghana | Olympisch Stadion, Radès Toeschouwers: 14.000 |
| 30 maart Vriendschappelijk № ?? «onderlinge duels» | (e.d.) 47' Rasoanaivo 82' Randrianoelison 88' |                                 |       | Olympisch Stadion, Radès Toeschouwers: 14.000 |

|                                                    |          |                  |            |                                                 |
| 24 april Vriendschappelijk № ?? «onderlinge duels» | Algerije | 3 – 1            | Madagaskar | Stade de la Licorne, Amiens Toeschouwers: 1.295 |
| 24 april Vriendschappelijk № ?? «onderlinge duels» |          | 78' (p) Menakely |            | Stade de la Licorne, Amiens Toeschouwers: 1.295 |

|                                                    |            |       |      |                     |
| 27 april Vriendschappelijk № ?? «onderlinge duels» | Madagaskar | 0 – 2 | Mali | Niet bekend, Parijs |
| 27 april Vriendschappelijk № ?? «onderlinge duels» |            |       |      | Niet bekend, Parijs |

|                                                       |        |                                           |            |                                             |
| 20 juni Kwalificatie ANC 2004 № ?? «onderlinge duels» | Egypte | 6 – 0 (4 – 0)                             | Madagaskar | Niet bekend, Port Said Toeschouwers: 30.000 |
| 20 juni Kwalificatie ANC 2004 № ?? «onderlinge duels» |        | 1' El-Tabei 9' 24' 56' 83' Belal 41' Mido |            | Niet bekend, Port Said Toeschouwers: 30.000 |

|                                                      |            |                         |           |                                                |
| 6 juli Kwalificatie ANC 2004 № ?? «onderlinge duels» | Madagaskar | 0 – 2 (0 – 2)           | Mauritius | Niet bekend, Antananarivo Toeschouwers: 25.000 |
| 6 juli Kwalificatie ANC 2004 № ?? «onderlinge duels» |            | 16' Perle 31' (p) Appou |           | Niet bekend, Antananarivo Toeschouwers: 25.000 |

|                                                 |                               |               |            |                                                |
| 13 juli COSAFA Cup 2003 № ?? «onderlinge duels» | Swaziland                     | 2 – 0 (1 – 0) | Madagaskar | Nationaal Stadion, Lobamba Toeschouwers: 8.000 |
| 13 juli COSAFA Cup 2003 № ?? «onderlinge duels» | S. Dlamini 30' M. Dlamini 51' |               |            | Nationaal Stadion, Lobamba Toeschouwers: 8.000 |

|                                                       |            |              |            |                                           |
| 28 augustus Vriendschappelijk № ?? «onderlinge duels» | Seychellen | 1 – 1        | Madagaskar | Niet bekend, Curepipe Toeschouwers: 1.000 |
| 28 augustus Vriendschappelijk № ?? «onderlinge duels» |            | 32' Menakely |            | Niet bekend, Curepipe Toeschouwers: 1.000 |

|                                                       |           |                 |            |                                           |
| 30 augustus Vriendschappelijk № ?? «onderlinge duels» | Mauritius | 3 – 1           | Madagaskar | Niet bekend, Curepipe Toeschouwers: 4.500 |
| 30 augustus Vriendschappelijk № ?? «onderlinge duels» |           | 32' Ralaitafika |            | Niet bekend, Curepipe Toeschouwers: 4.500 |

|                                                         |            |               |               |                                                                                    |
| 11 oktober Kwalificatie WK 2006 № ?? «onderlinge duels» | Madagaskar | 1 – 1 (1 – 0) | Benin         | Mahamasina Stadion, Antananarivo Toeschouwers: 15.131 Scheidsrechter: Eddy Maillet |
| 11 oktober Kwalificatie WK 2006 № ?? «onderlinge duels» | Edmond 32' |               | 74' Adjamossi | Mahamasina Stadion, Antananarivo Toeschouwers: 15.131 Scheidsrechter: Eddy Maillet |

|                                                          |                            |               |                                            |                                                                                 |
| 16 november Kwalificatie WK 2006 № ?? «onderlinge duels» | Benin                      | 3 – 2 (1 – 2) | Madagaskar                                 | Stade de l'Amitié, Cotonou Toeschouwers: 20.000 Scheidsrechter: Emmanuel Imiere |
| 16 november Kwalificatie WK 2006 № ?? «onderlinge duels» | Tchomogo 33' (p) 62' 90+2' |               | 16' Radonamahafalison 23' Rakotondramanana | Stade de l'Amitié, Cotonou Toeschouwers: 20.000 Scheidsrechter: Emmanuel Imiere |

### 2004
|                                                  |                             |               |            |                                                 |
| 18 april COSAFA Cup 2004 № ?? «onderlinge duels» | Mozambique                  | 2 – 0 (0 – 0) | Madagaskar | Estádio da Machava, Maputo Toeschouwers: 28.000 |
| 18 april COSAFA Cup 2004 № ?? «onderlinge duels» | Tico Tico 64' Fala Fala 89' |               |            | Estádio da Machava, Maputo Toeschouwers: 28.000 |

### 2005
|                                                     |                     |               |            |                                              |
| 26 februari COSAFA Cup 2005 № ?? «onderlinge duels» | Mauritius           | 2 – 0 (1 – 0) | Madagaskar | Stade George V, Curepipe Toeschouwers: 3.000 |
| 26 februari COSAFA Cup 2005 № ?? «onderlinge duels» | Appou 44' Louis 48' |               |            | Stade George V, Curepipe Toeschouwers: 3.000 |

|                                                      |                                     |               |           |                           |
| 23 oktober Vriendschappelijk № ?? «onderlinge duels» | Madagaskar                          | 2 – 0 (1 – 0) | Mauritius | Niet bekend, Antananarivo |
| 23 oktober Vriendschappelijk № ?? «onderlinge duels» | Randriamala 16'(p) Andriantsima 80' |               |           | Niet bekend, Antananarivo |

### 2006
|                                                |                                |               |            |                                           |
| 20 mei COSAFA Cup 2006 № ?? «onderlinge duels» | Botswana                       | 2 – 0 (0 – 0) | Madagaskar | Niet bekend, Gaborone Toeschouwers: 5.000 |
| 20 mei COSAFA Cup 2006 № ?? «onderlinge duels» | Moatlhaping 66' Motlhabane 68' |               |            | Niet bekend, Gaborone Toeschouwers: 5.000 |

|                                           |            |                     |           |                                            |
| 21 mei COSAFA Cup № ?? «onderlinge duels» | Madagaskar | 0 – 2 (0 – 0)       | Swaziland | Niet bekend, Gaborone Toeschouwers: 12.000 |
| 21 mei COSAFA Cup № ?? «onderlinge duels» |            | 56' Msibi 82' Mamba |           | Niet bekend, Gaborone Toeschouwers: 12.000 |

|                                                           |                                              |               |            |                                              |
| 2 september Kwalificatie ANC 2008 № ?? «onderlinge duels» | Gabon                                        | 4 – 0 (1 – 0) | Madagaskar | Niet bekend, Libreville Toeschouwers: 30.000 |
| 2 september Kwalificatie ANC 2008 № ?? «onderlinge duels» | Antchouet 40' Cousin 67' (p) N'Zigou 76' 82' |               |            | Niet bekend, Libreville Toeschouwers: 30.000 |

### 2007
|                                                        |            |                                   |           |                                                       |
| 25 maart Kwalificatie ANC 2008 № ?? «onderlinge duels» | Madagaskar | 0 – 3 (0 – 2)                     | Ivoorkust | Mahamasina Stadion, Antananarivo Toeschouwers: 25.000 |
| 25 maart Kwalificatie ANC 2008 № ?? «onderlinge duels» |            | 29' Gohouri 35' Dindane 81' Diané |           | Mahamasina Stadion, Antananarivo Toeschouwers: 25.000 |

|                                                  |            |               |          |                                                |
| 28 april COSAFA Cup 2007 № ?? «onderlinge duels» | Madagaskar | 0 – 1 (0 – 1) | Zimbabwe | Estádio da Machava, Maputo Toeschouwers: 8.000 |
| 28 april COSAFA Cup 2007 № ?? «onderlinge duels» |            | 8' Nkhatha    |          | Estádio da Machava, Maputo Toeschouwers: 8.000 |

|                                                  |                                                     |               |            |                                                 |
| 29 april COSAFA Cup 2007 № ?? «onderlinge duels» | Madagaskar                                          | 5 – 0 (2 – 0) | Seychellen | Estádio da Machava, Maputo Toeschouwers: 12.000 |
| 29 april COSAFA Cup 2007 № ?? «onderlinge duels» | Voavy 11' 14' 69' Ramiadananana 61' Andriatsima 84' |               |            | Estádio da Machava, Maputo Toeschouwers: 12.000 |

|                                                      |                                             |               |            |                                           |
| 3 juni Kwalificatie ANC 2008 № ?? «onderlinge duels» | Ivoorkust                                   | 5 – 0 (2 – 0) | Madagaskar | Stade Bouaké, Bouaké Toeschouwers: 25.000 |
| 3 juni Kwalificatie ANC 2008 № ?? «onderlinge duels» | Kalou 18' Koné 30' 82' Touré 48' Drogba 90' |               |            | Stade Bouaké, Bouaké Toeschouwers: 25.000 |

|                                                       |            |                           |       |                                                      |
| 17 juni Kwalificatie ANC 2008 № ?? «onderlinge duels» | Madagaskar | 0 – 2 (0 – 1)             | Gabon | Mahamasina Stadion, Antananarivo Toeschouwers: 6.000 |
| 17 juni Kwalificatie ANC 2008 № ?? «onderlinge duels» |            | 20' Akieremy 89' Eva-Kedi |       | Mahamasina Stadion, Antananarivo Toeschouwers: 6.000 |

|                                                   |                               |       |         |  |
| 19 juli Vriendschappelijk № ?? «onderlinge duels» | Madagaskar                    | 2 – 2 | Mayotte |  |
| 19 juli Vriendschappelijk № ?? «onderlinge duels» | Ramiadananana 47' Miradji 53' |       |         |  |

|                                                   |            |               |                |                                                |
| 29 juli Vriendschappelijk № ?? «onderlinge duels» | Madagaskar | 0 – 0 (0 – 0) | Congo-Kinshasa | Niet bekend, Antananarivo Toeschouwers: 15.000 |
| 29 juli Vriendschappelijk № ?? «onderlinge duels» |            |               |                | Niet bekend, Antananarivo Toeschouwers: 15.000 |

|                                                        |            |               |         |                                                |
| 12 augustus Indian Ocean Games № ?? «onderlinge duels» | Madagaskar | 0 – 0 (0 – 0) | Réunion | Niet bekend, Antananarivo Toeschouwers: 40.000 |
| 12 augustus Indian Ocean Games № ?? «onderlinge duels» |            |               |         | Niet bekend, Antananarivo Toeschouwers: 40.000 |

|                                                        |                                 |               |         |                                                |
| 14 augustus Indian Ocean Games № ?? «onderlinge duels» | Madagaskar                      | 3 – 0 (0 – 0) | Comoren | Niet bekend, Antananarivo Toeschouwers: 25.000 |
| 14 augustus Indian Ocean Games № ?? «onderlinge duels» | Voavy 67' 88' Ramiadananana 90' |               |         | Niet bekend, Antananarivo Toeschouwers: 25.000 |

|                                                        |                                             |               |         |                                                |
| 16 augustus Indian Ocean Games № ?? «onderlinge duels» | Madagaskar                                  | 4 – 0 (1 – 0) | Mayotte | Niet bekend, Antananarivo Toeschouwers: 25.000 |
| 16 augustus Indian Ocean Games № ?? «onderlinge duels» | Ramiadananana 13' Voavy 61' 85' Miradji 65' |               |         | Niet bekend, Antananarivo Toeschouwers: 25.000 |

|                                                        |            |                                        |         |                                                |
| 18 augustus Indian Ocean Games № ?? «onderlinge duels» | Madagaskar | 0 – 0 (0 – 0) (7 – 6 na strafschoppen) | Réunion | Niet bekend, Antananarivo Toeschouwers: 40.000 |
| 18 augustus Indian Ocean Games № ?? «onderlinge duels» |            |                                        |         | Niet bekend, Antananarivo Toeschouwers: 40.000 |

|                                                         |                                                                  |               |                         |                                                                                |
| 14 oktober Kwalificatie WK 2010 № ?? «onderlinge duels» | Madagaskar                                                       | 6 – 2 (2 – 1) | Comoren                 | Niet bekend, Antananarivo Toeschouwers: 7.754 Scheidsrechter: Wellington Kaoma |
| 14 oktober Kwalificatie WK 2010 № ?? «onderlinge duels» | Andriatsima 30' 40' (p) 49' 57' Rakotomandimby 65' Tsaralaza 79' |               | 6' Midtadi 53' (p) Ibor | Niet bekend, Antananarivo Toeschouwers: 7.754 Scheidsrechter: Wellington Kaoma |

|                                                          |         |                                                     |            |                                                                      |
| 17 november Kwalificatie WK 2010 № ?? «onderlinge duels» | Comoren | 0 – 4 (0 – 1)                                       | Madagaskar | Niet bekend, Moroni Toeschouwers: 1.619 Scheidsrechter: Jerome Damon |
| 17 november Kwalificatie WK 2010 № ?? «onderlinge duels» |         | 38' 52' Nomenjanahary 62' Rakotomandimby 74' Robson |            | Niet bekend, Moroni Toeschouwers: 1.619 Scheidsrechter: Jerome Damon |

### 2008
|                                                   |           |                       |            |                       |
| 9 maart Vriendschappelijk № ?? «onderlinge duels» | Mauritius | 1 – 2                 | Madagaskar | Niet bekend, Curepipe |
| 9 maart Vriendschappelijk № ?? «onderlinge duels» |           | 77' 81' Rabemananjara |            | Niet bekend, Curepipe |

|                                                     |          |               |            |                                                                                   |
| 31 mei Kwalificatie WK 2010 № ?? «onderlinge duels» | Botswana | 0 – 0 (0 – 0) | Madagaskar | Nationaal Stadion, Gaborone Toeschouwers: 11.087 Scheidsrechter: Wellington Kaoma |
| 31 mei Kwalificatie WK 2010 № ?? «onderlinge duels» |          |               |            | Nationaal Stadion, Gaborone Toeschouwers: 11.087 Scheidsrechter: Wellington Kaoma |

|                                                     |            |               |           |                                                                                            |
| 8 juni Kwalificatie WK 2010 № ?? «onderlinge duels» | Madagaskar | 0 – 0 (0 – 0) | Ivoorkust | Mahamasina Stadion, Antananarivo Toeschouwers: 40.000 Scheidsrechter: Jean-Claude Labrosse |
| 8 juni Kwalificatie WK 2010 № ?? «onderlinge duels» |            |               |           | Mahamasina Stadion, Antananarivo Toeschouwers: 40.000 Scheidsrechter: Jean-Claude Labrosse |

|                                                      |                       |               |            |                                                                                           |
| 15 juni Kwalificatie WK 2010 № ?? «onderlinge duels» | Madagaskar            | 1 – 1 (0 – 1) | Mozambique | Mahamasina Stadion, Antananarivo Toeschouwers: 15.501 Scheidsrechter: Abdul Basit Ebrahim |
| 15 juni Kwalificatie WK 2010 № ?? «onderlinge duels» | Mamiasindrahona 90+2' |               | 33' Dário  | Mahamasina Stadion, Antananarivo Toeschouwers: 15.501 Scheidsrechter: Abdul Basit Ebrahim |

|                                                      |                                          |               |            |                                                                              |
| 22 juni Kwalificatie WK 2010 № ?? «onderlinge duels» | Mozambique                               | 3 – 0 (1 – 0) | Madagaskar | Estádio da Machava, Maputo Toeschouwers: 20.000 Scheidsrechter: Eddy Maillet |
| 22 juni Kwalificatie WK 2010 № ?? «onderlinge duels» | Tico Tico 23' Carlitos 62' Domingues 63' |               |            | Estádio da Machava, Maputo Toeschouwers: 20.000 Scheidsrechter: Eddy Maillet |

|                                                 |                   |               |             |                                                |
| 19 juli COSAFA Cup 2008 № ?? «onderlinge duels» | Madagaskar        | 1 – 1 (0 – 1) | Swaziland   | Atlantischstadion, Witbank Toeschouwers: 2.000 |
| 19 juli COSAFA Cup 2008 № ?? «onderlinge duels» | Rabemananjara 65' |               | 42' Dlamini | Atlantischstadion, Witbank Toeschouwers: 2.000 |

|                                                 |                    |       |            |                            |
| 21 juli COSAFA Cup 2008 № ?? «onderlinge duels» | Madagaskar         | 1 – 1 | Seychellen | Atlantischstadion, Witbank |
| 21 juli COSAFA Cup 2008 № ?? «onderlinge duels» | Rabenandrasana 23' |       |            | Atlantischstadion, Witbank |

|                                                 |                                      |               |               |                            |
| 23 juli COSAFA Cup 2008 № ?? «onderlinge duels» | Madagaskar                           | 2 – 1 (0 – 0) | Mauritius     | Atlantischstadion, Witbank |
| 23 juli COSAFA Cup 2008 № ?? «onderlinge duels» | Rabenandrasana 52' Rabemananjara 63' |               | 63' Marquette | Atlantischstadion, Witbank |

|                                                 |                        |               |                   |                                                   |
| 30 juli COSAFA Cup 2008 № ?? «onderlinge duels» | Mozambique             | 2 – 1 (1 – 1) | Madagaskar        | Thulamahashestadion, Bosbokrand Toeschouwers: 800 |
| 30 juli COSAFA Cup 2008 № ?? «onderlinge duels» | Tico Tico 18' Hagi 62' |               | 24' Rabemananjara | Thulamahashestadion, Bosbokrand Toeschouwers: 800 |

|                                                    |                      |               |            |                                 |
| 3 augustus COSAFA Cup 2008 № ?? «onderlinge duels» | Zambia               | 2 – 0 (0 – 0) | Madagaskar | Thulamahashestadion, Bosbokrand |
| 3 augustus COSAFA Cup 2008 № ?? «onderlinge duels» | Mayuka 56' Kombe 78' |               |            | Thulamahashestadion, Bosbokrand |

|                                                          |                   |               |          |                                                                                               |
| 7 september Kwalificatie WK 2010 № ?? «onderlinge duels» | Madagaskar        | 1 – 0 (1 – 0) | Botswana | Mahamasina Stadion, Antananarivo Toeschouwers: 15.000 Scheidsrechter: Rajindraparsad Seechurn |
| 7 september Kwalificatie WK 2010 № ?? «onderlinge duels» | Rabemananjara 18' |               |          | Mahamasina Stadion, Antananarivo Toeschouwers: 15.000 Scheidsrechter: Rajindraparsad Seechurn |

|                                                         |            |                              |           |                                                                                            |
| 11 oktober Kwalificatie WK 2010 № ?? «onderlinge duels» | Madagaskar | 0 – 3 (0 – 1)                | Ivoorkust | Stade Félix Houphouët-Boigny, Abidjan Toeschouwers: 24.000 Scheidsrechter: Mohamed Benouza |
| 11 oktober Kwalificatie WK 2010 № ?? «onderlinge duels» |            | 42' 55' Sanogo 65' (p) Kalou |           | Stade Félix Houphouët-Boigny, Abidjan Toeschouwers: 24.000 Scheidsrechter: Mohamed Benouza |

### 2009
|                                                   |                                 |               |         |  |
| 14 juni Vriendschappelijk № ?? «onderlinge duels» | Madagaskar                      | 2 – 0 (0 – 0) | Mayotte |  |
| 14 juni Vriendschappelijk № ?? «onderlinge duels» | Rabeasimbola 75' Solomanana 88' |               |         |  |

|                                                   |         |                                   |            |  |
| 12 juli Vriendschappelijk № ?? «onderlinge duels» | Mayotte | 2 – 2 (4 – 2 na strafschoppen)    | Madagaskar |  |
| 12 juli Vriendschappelijk № ?? «onderlinge duels» |         | 3' Rakotondramanana 29' Tsaralaza |            |  |

|                                                        |             |       |            |                        |
| 19 september Vriendschappelijk № ?? «onderlinge duels» | Zuid-Afrika | 1 – 0 | Madagaskar | Niet bekend, Kimberley |
| 19 september Vriendschappelijk № ?? «onderlinge duels» |             |       |            | Niet bekend, Kimberley |

FMF · A-internationals · Malagassisch vrouwenelftal
1960 – 1969 ·
1970 – 1979 ·
1980 – 1989 ·
1990 – 1999 ·
2000 – 2009 ·
2010 – 2019 ·
2020 − 2029
1963 ·
1964 ·
1965 ·
1966 · 
1967 ·
1968 ·
1969 · 
1970 · 
1971 · 
1972 ·
1973 · 
1974 ·
1975 ·
1976 ·
1977 ·
1978 · 
1979 ·
1980 · 
1981 · 
1982 ·
1983 · 
1984 ·
1985 · 
1986 ·
1987 ·
1988 ·
1989 ·
1990 ·
1991 ·
1992 ·
1993 ·
1994 · 
1995 ·
1996 ·
1997 ·
1998 ·
1999 · 
2000 · 
2001 · 
2002 · 
2003 · 
2004 · 
2005 · 
2006 · 
2007 · 
2008 · 
2009 · 
2010 · 
2011 · 
2012 · 
2013 ·
2014 ·
2015 ·
2016 ·
2017 ·
2018 ·
2019 ·
2020 ·
2021 ·
2022 ·
2023 ·
2024
Algerije ·
Angola ·
Benin ·
Botswana ·
Burkina Faso ·
Burundi ·
Centraal-Afrikaanse Republiek ·
Comoren ·
Congo-Brazzaville ·
Congo-Kinshasa ·
Egypte ·
Equatoriaal-Guinea ·
Ethiopië ·
Gabon ·
Gambia ·
Ghana ·
Guinee ·
Iran ·
Ivoorkust ·
Kaapverdië ·
Kameroen ·
Kenia ·
Kosovo ·
Lesotho ·
Liberia ·
Luxemburg ·
Malawi · 
Mali · 
Mauritanië ·
Mauritius · 
Mozambique · 
Namibië · 
Niger ·
Nigeria · 
Oeganda · 
Rwanda ·
Sao Tomé en Principe ·
Senegal ·
Seychellen · 
Soedan ·
Swaziland · 
Tanzania · 
Togo · 
Tsjaad ·
Tunesië · 
Zambia · 
Zimbabwe · 
Zuid-Afrika
AFC-zone: Afghanistan · Australië · Bahrein · Bangladesh · Bhutan · Brunei · Cambodja · China · Filipijnen · Guam · Hongkong · India · Indonesië · Iran · Irak · Japan · Jemen · Jordanië · Koeweit · Kirgizië · Laos · Libanon · Macau · Maleisië · Maldiven · Mongolië · Myanmar · Nepal · Noord-Korea · Oezbekistan · Oman · Oost-Timor · Pakistan · Palestina · Qatar · Saoedi-Arabië · Singapore · Sri Lanka · Syrië · Tadzjikistan · Taiwan · Thailand · Turkmenistan · Verenigde Arabische Emiraten · Vietnam · Zuid-Korea

CAF-zone: Algerije · Angola · Benin · Botswana · Burkina Faso · Burundi · Centraal-Afrikaanse Republiek · Comoren · Congo-Brazzaville · Congo-Kinshasa · Djibouti · Egypte · Equatoriaal-Guinea · Eritrea · Ethiopië · Gabon · Gambia · Ghana · Guinee · Guinee-Bissau · Ivoorkust · Kaapverdië · Kameroen · Kenia · Lesotho · Liberia · Libië · Madagaskar · Malawi · Mali  ·Mauritanië · Mauritius · Marokko · Mozambique · Namibië · Niger · Nigeria · Oeganda · Rwanda · Sao Tomé en Principe · Senegal · Seychellen · Sierra Leone · Soedan · Somalië · Swaziland · Tanzania · Togo · Tsjaad · Tunesië · Zambia · Zimbabwe · Zuid-Afrika

CONCACAF-zone: Amerikaanse Maagdeneilanden · Anguilla · Antigua en Barbuda · Aruba · Bahama's · Barbados · Belize · Bermuda · Britse Maagdeneilanden · Canada · Kaaimaneilanden · Costa Rica · Cuba · Dominica · Dominicaanse Republiek · El Salvador · Frans Guyana · Grenada · Guadeloupe · Guatemala · Guyana · Haïti · Honduras · Jamaica · Martinique · Mexico · Montserrat · 
Nicaragua · Panama · Puerto Rico · Saint Kitts en Nevis · Saint Lucia · Saint Vincent en de Grenadines · Sint Maarten · Suriname · Trinidad en Tobago · Turks- en Caicoseilanden · Verenigde Staten

CONMEBOL-zone: Argentinië · Bolivia · Brazilië · Chili · Colombia · Ecuador · Paraguay · Peru · Uruguay · Venezuela

OFC-zone: Amerikaans-Samoa · Cookeilanden · Fiji · Nieuw-Caledonië · Nieuw-Zeeland · Papoea-Nieuw-Guinea · Samoa · Salomoneilanden · Tahiti · Tonga · Vanuatu

UEFA-zone: Albanië · Andorra · Armenië · Azerbeidzjan · België · Bosnië en Herzegovina · Bulgarije · Cyprus · Denemarken · Duitsland · Engeland · Estland · Faeröer · Finland · Frankrijk · Georgië · Griekenland · Hongarije · IJsland · Ierland · Israël · Italië · Kazachstan · Kroatië · Letland · Liechtenstein · Litouwen · Luxemburg · Macedonië · Malta · Moldavië · Montenegro · Nederland · Noord-Ierland · Noorwegen · Oekraïne · Oostenrijk · Polen · Portugal · Roemenië · Rusland · San Marino · Schotland · Servië · Servië en Montenegro · Slovenië · Slowakije · Spanje · Tsjechië · Turkije · Wales · Wit-Rusland · Zweden · Zwitserland